# Gothenburg metal
Melodični death metal (poimenovan tudi melodeath) je podzvrst death metala. Vsebuje več kitarskih riffov in solaž, ki so večkrat akustične, slišimo pa lahko tudi »navaden« vokal, nadsprotje običajnemu death vokalu - growlu. Komadi so običajno bolj progresivni, ritem in zvok se vseskozi menjata. Melodic death metal izhaja iz istega geografskega območja kot black metal. Besedila so bolj poetična, pogosto tudi ekspresionistična. Redkeje govorijo o satanizmu in okultizmu.
Na ta žanr so zelo vplivali Death in Morbid Angel, začetnika death metala. Za prvi melodeath album velja North From Here skupine Sentenced. Nekateri zasluge za popularizacijo tega žanra pripisujejo In Flamsom, spet drugi trdijo da so oni celo začetniki melodeatha. 
Zelo pomemben del k razvoju melodeatha ima tako imenovani Gothenburški stil. Ime je dobil po mestu, iz koder izhaja. Ni točno določeno, kateri bend je začel s tem stilom, je pa znano da so In Flames, At the Gates in  Dark Tranquillity bendi, ki so ga popularizirali. Ta stil igranja je zelo vplival tudi na Arch Enemy in The Haunted.
Prvi bendi tega žanra prihajajo iz severnoevropskih regij, predvsem Švedske in Finske.  V zadnjih letih je postal melodeath zelo priljubljen v nekaterih severnoameriških območjih, kot so Florida, New York, Kalifornija in nekateri predeli Kanade.

## Glavne skupine
Amon Amarth, Amorphis, Arch Enemy, Armageddon, Arghoslent, At the Gates, Atrocity, Beyond Shadows, Carcass, Catamenia, Ceremonial Oath, Control Denied, Dark Tranquillity, Detonation, Dimension Zero, Entombed, Eternal Tears of Sorrow, Hypocrisy, Illdisposed, In Flames, Insomnium, Mendeed, Mercenary, Mors Principium Est, Noumena, Novembers Fall, Omnium Gatherum, Scar Symmetry, Sentenced, Skyfire, Soilwork, Suidakra, Unanimated, Vehemence